# Детково (Нижегородская область)
Де́тково — село в Павловском районе Нижегородской области. Входит в состав Калининского сельсовета.
В селе находится памятник архитектуры регионального значения — Казанская церковь 1822 года постройки.